# Congomochtherus penicillatus
Congomochtherus penicillatus là một loài ruồi trong họ Asilidae. Congomochtherus penicillatus được Speiser miêu tả năm 1910. Loài này phân bố ở vùng nhiệt đới châu Phi.